# Donald Copeland
Donald Copeland (ur. 11 lutego 1984 w Jersey City) – amerykański koszykarz, występujący na pozycji rozgrywającego, posiadający także portorykańskie obywatelstwo, po zakończeniu kariery zawodniczej – trener koszykarski, obecnie asystent trenera akademickiej drużyny Wagner Seahawks.
W latach 2007–2009 grał w klubach PLK - Polpharmie Starogard Gdański oraz Turowie Zgorzelec.
Do Polski trafił w 2007. Podpisał kontrakt z Polpharmą Starogard Gdański. Wkrótce stał się liderem drużyny. W sezonie 2007/2008 notował średnio 19,5 punktu, 3,1 zbiórki oraz 4,6 asysty na mecz. Dobre występy w Polpharmie zaowocowały powołaniem do pierwszej piątki drużyny Północy w Meczu Gwiazd DBE 2007. Po zakończeniu udanego sezonu Copeland zdecydował się podpisać kontrakt z Turowem Zgorzelec.

## Osiągnięcia
Na podstawie, o ile nie zaznaczono inaczej.
NCAA
- Uczestnik rozgrywek:
  - II rundy turnieju NCAA (2004)
  - turnieju NCAA (2004, 2006)
- Laureat nagrody Seton Hall’s Senior Male Athlete of the Year (2006)
- Zaliczony do II składu Big East (2006)

Drużynowe
- Wicemistrz Polski (2009)

Indywidualne
- Uczestnik meczu gwiazd ligi:
  - polskiej (2008)[3]
  - portorykańskiej (2007)[4]
- Lider strzelców PLK (2008)

Trenerskie
(* – jako asystent trenera)
- Mistrzostwo sezonu regularnego konferencji Northeast (NEC – 2018)*